# Cornelis Matelieff de Jonge

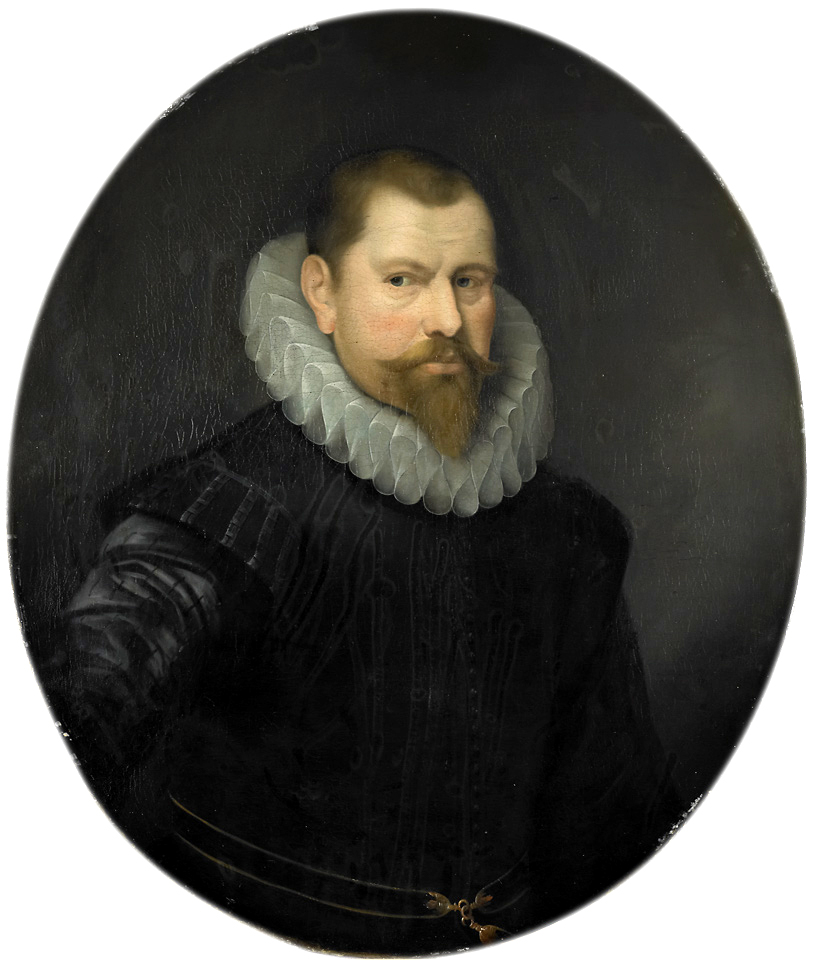
Cornelis Matelieff de Jonge, geschilderd na zijn dood door Pieter van der Werff

Cornelis Matelieff de Jonge (Rotterdam, 1570 – aldaar, 17 oktober 1632) was een zoon van een welvarend schipper en koopman uit een gegoede Rotterdamse familie. Hij was koopman en lid van de vroedschap, schepen en twee jaar burgemeester van Rotterdam. Zijn benoeming tot lid van de Staten-Generaal in 1625 was slechts van korte duur.

## Biografie
Matelieff was net als zijn vader actief in de handel en de scheepvaart en voer onder andere op de Spaanse en Portugese kust. Ook met kooplieden in Danzig deed hij zaken. Vanaf 1602 behoorde hij tot de eerste groep van bewindvoerders van de Kamer van de VOC in Rotterdam, zoals ook Johan van der Veeken, een van de oprichters. In mei 1605 vertrok Matelieff uit Zeeland met elf schepen en 1400 koppen, waaronder Jacques l'Hermite naar Johor om tegen de Portugezen te vechten. De vloot bestond uit de schepen Oranje, Amsterdam, Grote Zon, Mauritius, Nassau, Zwarte Leeuw en Witte Leeuw van de Kamer Amsterdam, de Kleine Zon en de Middelburg van de Kamer Zeeland, en de Erasmus en de Geünieerde Provinciën van de Kamers Rotterdam en Delft. De laatste twee vertrokken wat later en voegden zich pas bij de vloot op 4 juli tijdens de belegering van Malakka. Dit was de tweede grote operatie van de VOC met als instructie om niet alleen te zoeken naar handelsmogelijkheden maar indien mogelijk ook militaire acties te ondernemen tegen de Portugezen en de Spanjaarden.
Op 25 augustus werd de evenaar gepasseerd, waarna het eiland Annobon werd aangedaan. 1 januari 1606 kwam de vloot aan op Mauritius, waar men een maand verbleef om te ravitailleren. Matelieff schreef als eerste en meer uitvoerig over het eiland Mauritius, en beschreef de bomen, het fruit en de dieren, waaronder de zwarte rat, de makaak en de dodo. De vloot ontmoette hier ook Steven van der Hagen, die op terugreis was met twee van zijn schepen (zijn vlaggenschip de Geünieerde Provinciën en de Hoorn). Daarna ging het via de Nicobaren naar Johor en Malakka.

### Het beleg van Malakka

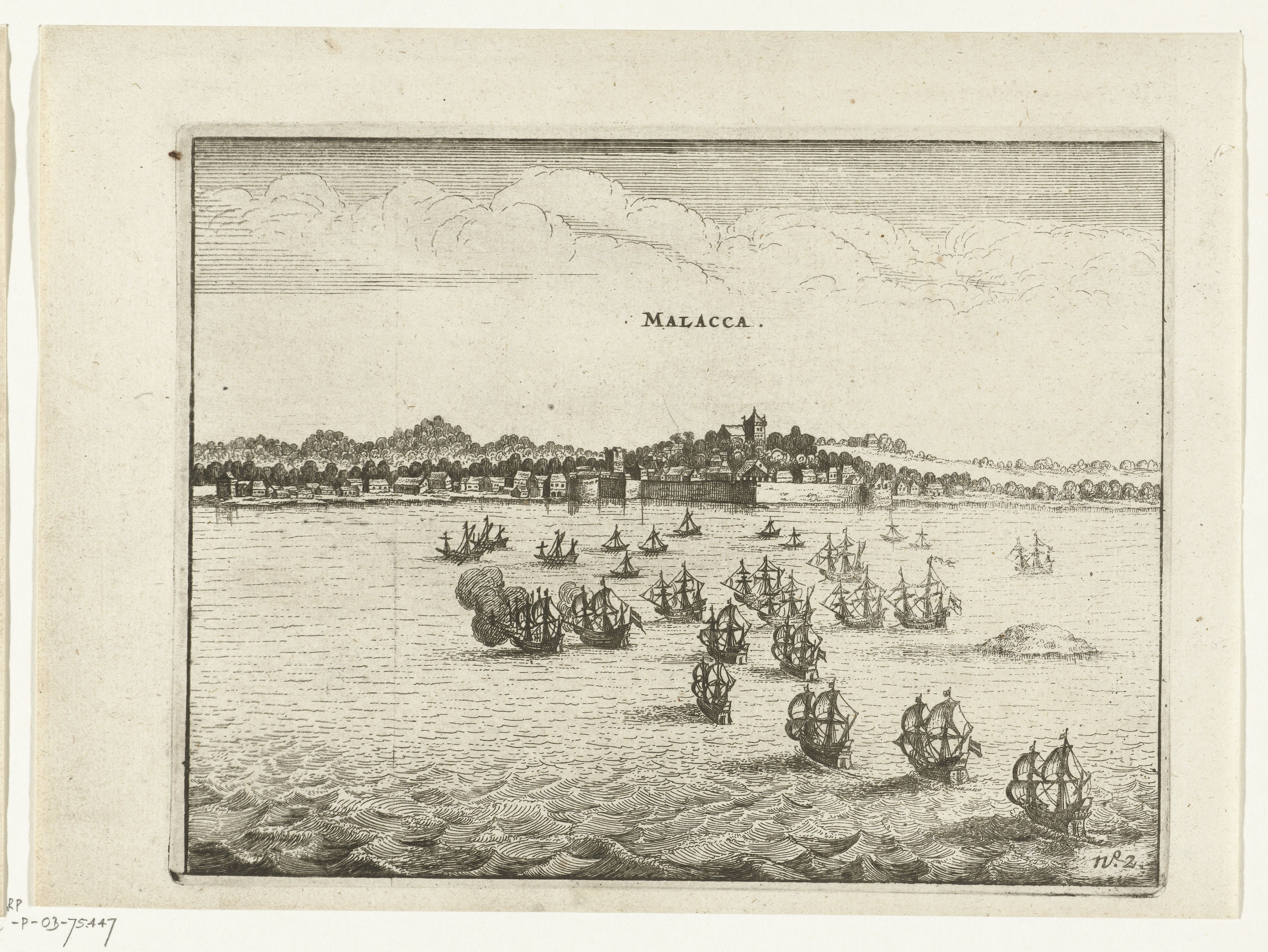
De vloot bij Malakka

Op 17 mei sloot Matelieff namens de Staten-Generaal een aanvalsverdrag met de sultan van Johor, Alauddin Riayat Sjah III. De sultan werd door de Nederlanders Jan du Patuan genoemd, een verbastering van zijn koninklijke titel: yang di-pertuan (hij die groot gemaakt heer is). Hij was overigens meestal te dronken om zaken mee te doen, dus de onderhandelingen vonden plaats met zijn broer, Raya Zabrang (ook wel Raya Bonsu), de latere sultan Abdullah Hammayat Sjah. Deze had ook met Jacob van Heemskerck samengewerkt in de kaping van de Santa Catarina in 1603. Van Heemskerck had toen gezanten uit Johor meegenomen naar prins Maurits in Den Haag. Deze kwamen nu met Matelieff terug in Johor. Het verdrag hield in dat men zou samenwerken om ‘de Portugesen ende Spanjarden, haerer beyder vijanden, alle mogelijcke affbreucke te doen’ en dat na een geslaagde verovering van Malakka de Nederlanders de door de Portugezen gebouwde ommuurde stad zouden krijgen en de sultan van Johor het omliggende land. Ook al het in de stad aangetroffen geschut zou voor de sultan zijn. Van koopwaren en geld zou ieder de helft ontvangen.

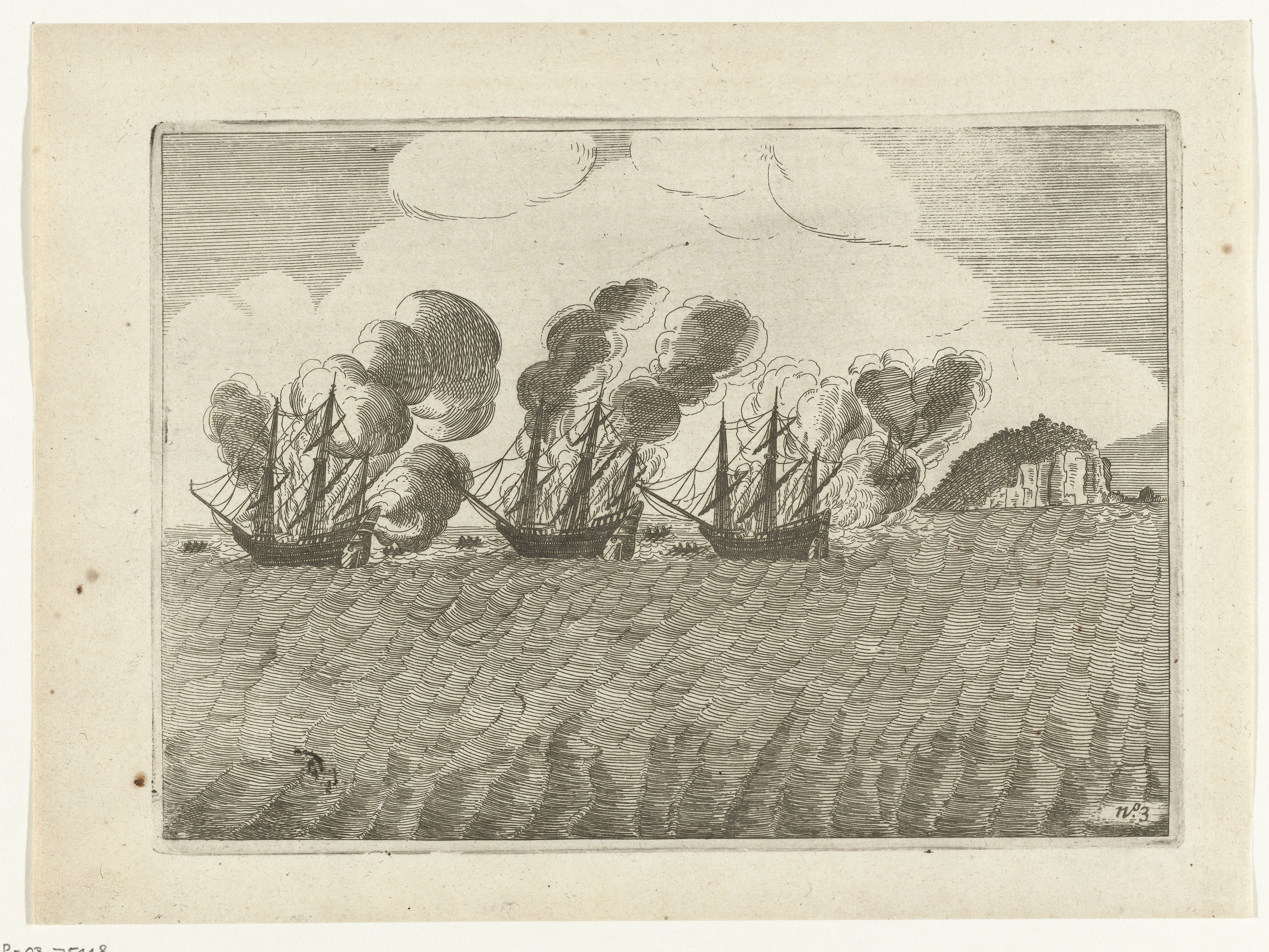
Portugese schepen in brand

De bijdrage van de troepen van de sultan aan het beleg van Malakka was uiteindelijk zeer gering. Het bleken voornamelijk slaven te zijn, die met het wagen van hun leven niets te winnen hadden. Matelieff stelde voor om hen als beloning de vrijheid in het vooruitzicht te stellen maar daar voelden de sultan en zijn edellieden niets voor. Matelieffs eigen scheepsvolk protesteerde dat men wel bereid was op zee te vechten maar niet in dienst was genomen om op land te vechten. Met enige moeite en een toezegging op het meedelen in eventuele buit kon Matelieff hen daar toch toe overhalen. Begonnen werd met het in brand steken van vier Portugese koopvaarders die vast zaten in het modderige water voor de stad. Daarna ging hij met zo'n 600 man aan land.
Bij het beleg liet de gouverneur van Malakka Dom Andrea Furtado de Mendoça de voorstad, Kampung Kling, in brand steken, opdat de belegeraars er geen dekking zouden vinden. Matelieff liet toen over het moerassige land houten tunnels bouwen om toch bij de stadsmuren te komen. Dit was zwaar werk, waarbij de belegeraars gehinderd werden door de hitte, muggen, ziektes en het drinken van arak die door de Maleiers met prauwen werd aangevoerd.

### De slag bij Kaap Rachado

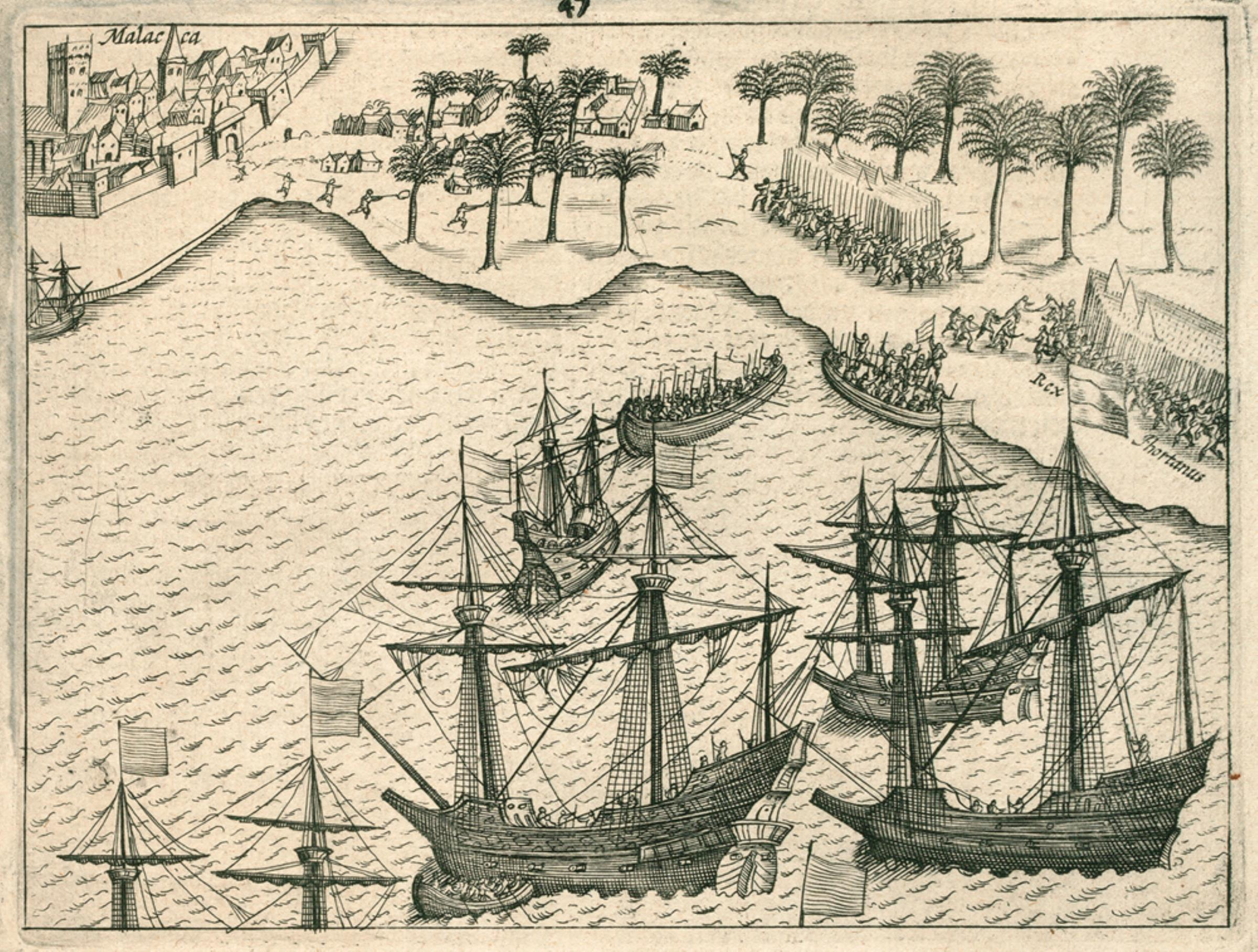
De troepen van Matelieff landen op Malakka in 1606.

Drie maanden werd de stad belegerd, waarbij 6000 mensen omkwamen door de honger en het bombardement. Toen in augustus in de Straat Malakka een lang verwachte Portugese armada uit Goa verscheen onder bevel van de Portugese onderkoning in Azië Martin d'Afonso de Castro hief Matelieff het beleg van de bijna uitgehongerde stad op om de armada te bevechten bij Kaap Rachardo. Er stond bijna geen wind, wat georganiseerde actie moeilijk maakte. Enkele schepen wisten elkaar te enteren om aan boord man-tegen-mangevechten te voeren. Toen daarbij brand ontstond konden ze niet meer loskomen en gingen alle in vlammen op. Twee Portugese schepen en twee Nederlandse schepen, de Nassau en de Middelburg, gingen zo ten onder. Van de Nassau werden slechts 50 personen gered. Van de Middelburg 93, waaronder de fiscaal van de vloot Maerten Aep, en de schipper Simon Mau. Allen werden verdeeld over de andere schepen. Mau verving de op de Oranje gesneuvelde Dirck Mol. De verliezen aan Portugese kant waren veel groter.

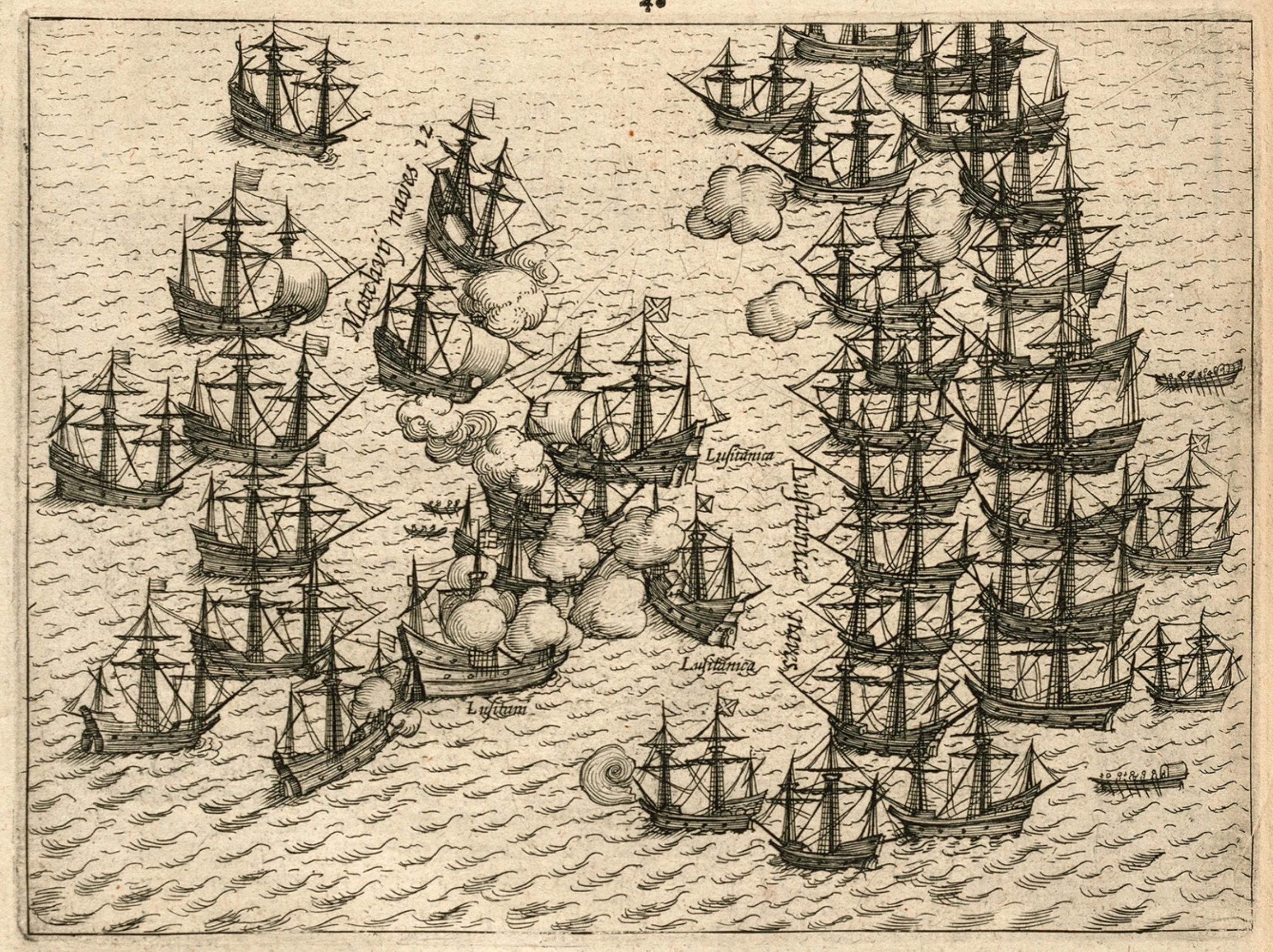
Zeeslag bij Rachado tussen Matelieffs vloot (Matlivij naves) en de Portugese armada (Lusitanicae naves)

De 24e voer de Portugese vloot naar Malakka en ging Matelieff met zijn vloot naar Johor, waar hij op de rivier de schepen liet repareren en van aangroeisels ontdoen. Op 23 september werd een tweede verdrag met de sultan gesloten waarin het eerste verdrag werd bevestigd maar de verovering van Malakka werd uitgesteld. De Nederlanders kregen een plek in Johor om een huis te bouwen voor hun handelswaar, kooplieden en eventuele ambachtslieden. Matelieff overhandigde Raya Zabrang een brief van prins Maurits en kostbare wapens en harnassen ten geschenke. In oktober toog hij nogmaals naar Malakka en viel ondanks een gebrek aan kruit en kogels zeven op de rede liggende galjoenen aan. De meeste werden verbrand of tot zinken gebracht. Hij slaagde er zo in de Portugezen een zware slag toe te dienen. Matelieffs oom Jacob Quakernaeck, kort daarvoor teruggekeerd uit Japan en tot schipper van de Erasmus benoemd, sneuvelde door een musketschot in zijn hoofd. De Santa Cruz explodeerde toen Nederlanders het ondanks waarschuwingen aan het plunderen waren, met 65 doden tot gevolg. Na deze zeeslag vond een gevangenenruil plaats waarbij een vijftal Nederlanders vrijkwamen, waaronder Lucas Antheunisz, die als onderkoopman op de Grote Zon werd geplaatst.

### Bantam

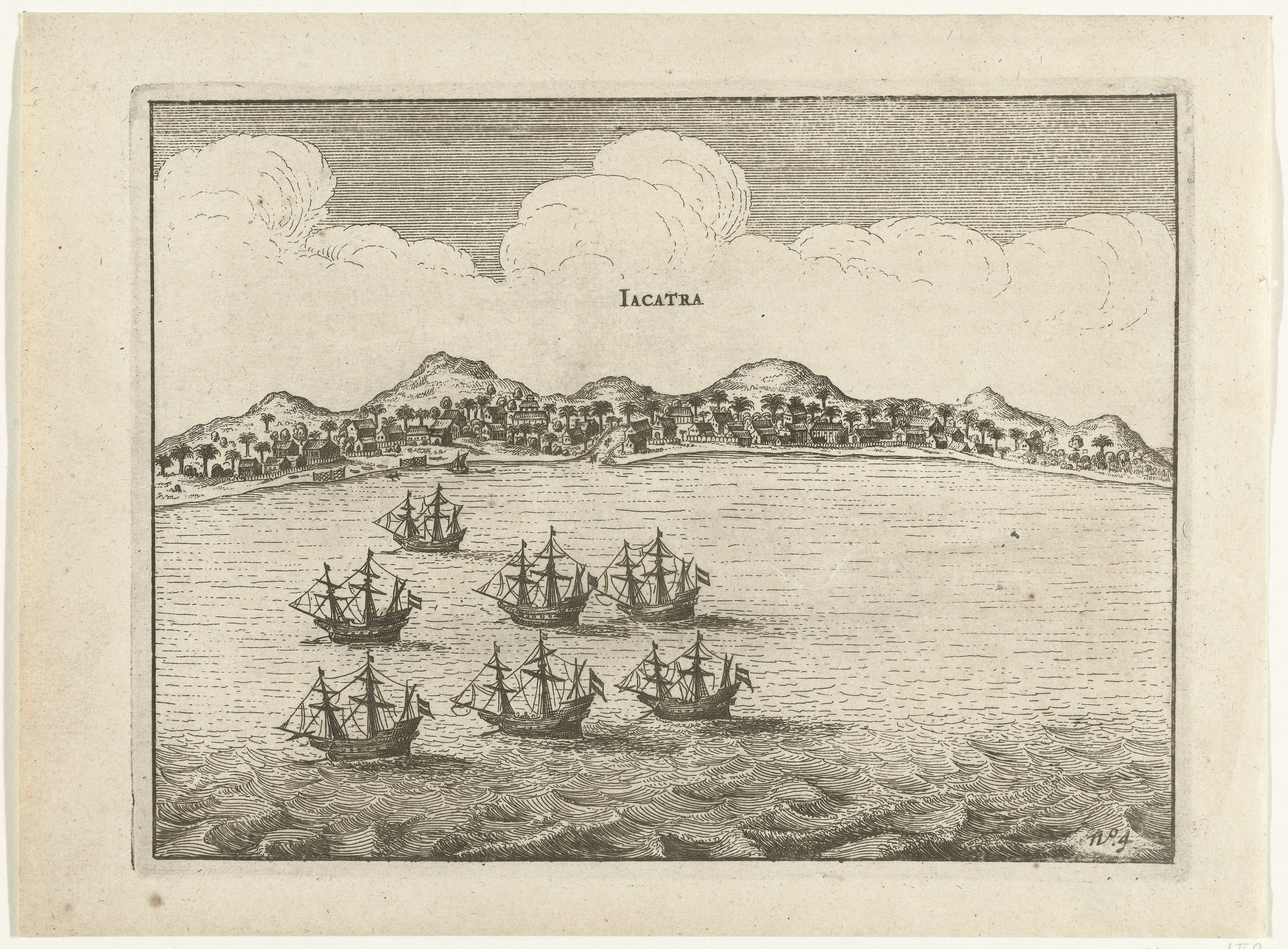
De vloot voor Jacatra

Matelieff gaf nu opdracht aan de viceadmiraal Olivier de Vivere om met de Amsterdam, de Witte Leeuw en de Grote Zon naar Atjeh te gaan om een lading peper te verkrijgen. De eerste twee schepen moesten daarmee naar Nederland gaan en de Grote Zon moest aan de Coromandelkust van India katoenen stoffen (lijwaten) kopen. Deze konden in Oost-Indië geruild worden voor specerijen. Met de andere zes schepen en een kleine 600 man voer Matelieff verder naar Bantam. Het scheepsvolk kon hier eindelijk passagieren maar ging zich zo erg te buiten aan arak dat het Matelieff veel moeite kostte om iedereen terug naar de schepen te krijgen. Zelf bracht hij een bezoek aan de sultan, een jongetje van 12 jaar, en overhandigde hem een brief en geschenken van prins Maurits. Matelieff vernam van opperkoopman Jan Willemsz. Verschoor dat hij kort tevoren door afgezanten van de sultan van Ternate om hulp was gevraagd tegen de Spanjaarden die vanaf Tidore een aanval voorbereidden.

### Ambon

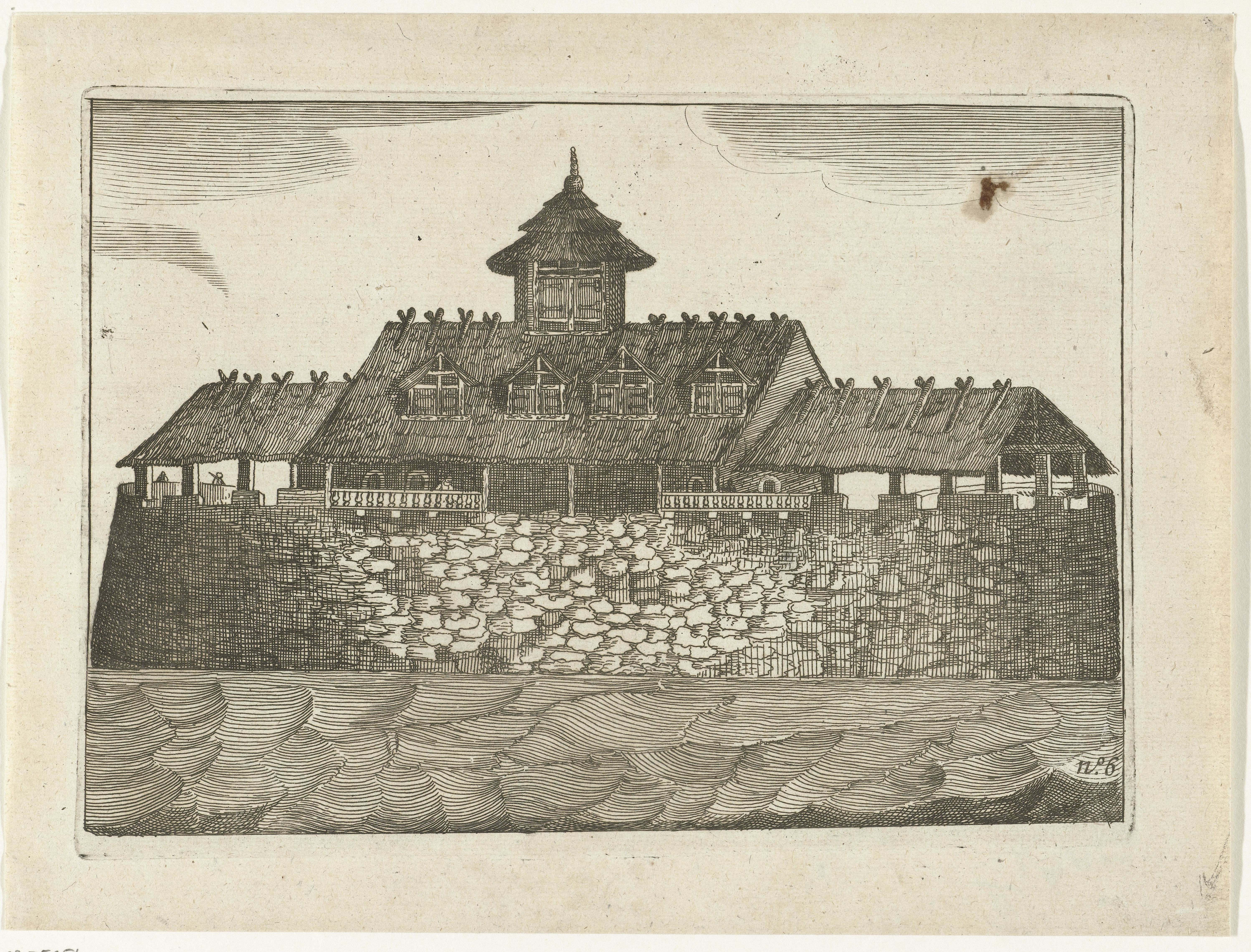
Het fort op Ambon

Op 7 februari 1607 voer Matelieff door naar Jacatra. Ook hier overhandigde hij geschenken aan de vorst. Een brief van Maurits had hij niet bij zich, wat de vorst verbaasde, want hij had in 1602 nog een brief voor Maurits meegegeven aan Wolfert Harmensz. Van Jacatra voer Matelieff naar Ambon, waar hij op 28 maart aankwam. Hier was kasteel Victoria met Frederik de Houtman als gouverneur. Deze ondersteunde het verzoek om hulp van de sultan van Ternate. Matelieff besloot de Zwarte Leeuw met een lading kruidnagels naar huis te sturen en de Geüniëerde Provinciën eerst naar Banda, om daar foelie en muskaatnoten in te kopen en dan ook naar huis te gaan. Opperkoopman Jasper Jansz. bleef achter in Ambon. Jacques l'Hermite werd met het jacht Medemblick teruggezonden naar Bantam om daar Verschoor op te volgen.

### Ternate

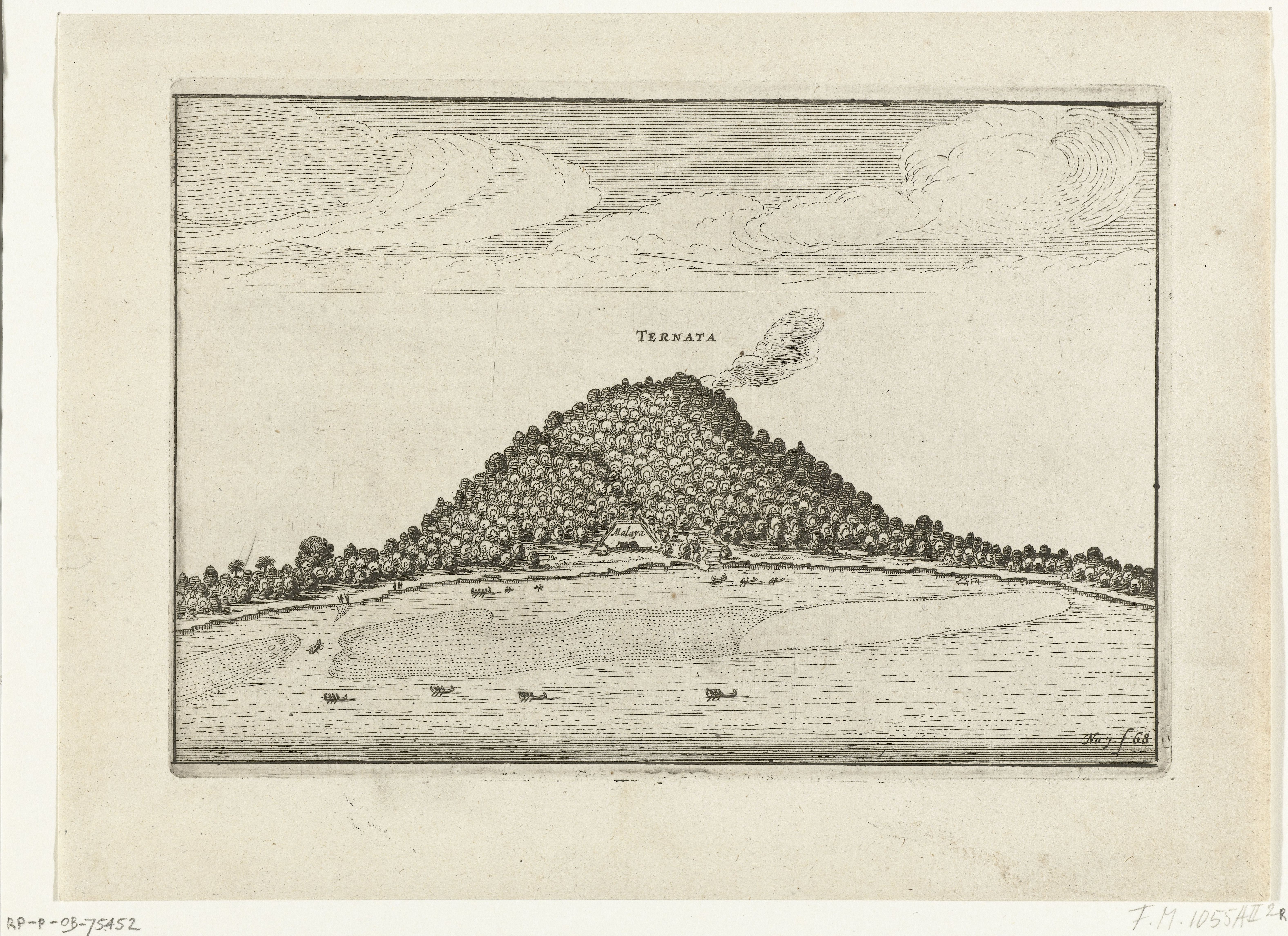
Casteel Malaya op Ternate

Op 3 mei vertrok Matelieff van Ambon met de Oranje, Mauritius, Erasmus en Kleine Zon, en nog de jachten Duyfken, Delft en Enckhuizen, die er in 1605 waren achtergelaten door Steven van der Hagen. Op 13 mei arriveerden de schepen bij Ternate. De Spanjaarden bleken vanuit Manilla versterkt te zijn en hadden in april 1606 het stadje Gammelamme op Ternate veroverd. Ze hadden daar een fort gebouwd. Matelieff liet op zijn beurt een versterking bouwen bij het dorp Malayo aan de noordkust, op de resten van oude muren die hij daar aantrof. Een aanval op de Spanjaarden in Tidore werd afgeblazen omdat een rif voor de wal een landing onmogelijk maakte.
Begin juni werd een Chinese jonk in dienst van de Spanjaarden gekaapt. Matelieff kwam met de eigenaar, ene Lipku, overeen dat hij en zijn 24 bemanningsleden mee zouden gaan naar China om de Nederlanders aan Chinese handelscontacten te helpen, in ruil voor het vergoeden van zijn verloren jonk en lading.
Op 11 juni werd in het met veel moeite voltooide fortje in Malayo (het latere fort Oranje) een akkoord ondertekend met de sultan (net als die van Bantam een jongen van een jaar of 12, Mudafar Sjah I) en zijn raadslieden. Afgesproken werd de exclusieve levering van kruidnagels aan de VOC in ruil voor bescherming tegen de Spanjaarden op Tidore door enkele achter te blijven schepen. Matelieff stichtte ook een school, waar de kinderen onderwijs kregen in het Nederlands en het Onze Vader leerden bidden. (De achterliggende gedachte was daarbij dat de Nederlanders op het eiland na verloop van tijd een geoorloofd huwelijk konden sluiten met een inlandse.) Het fortje in Malayo kreeg een garnizoen van 74 man onder leiding van de opperkoopman Gerrit Gerritsen als 'capiteyn van 't casteel' en Jan Lodewijksz. van Rosengeyn als 'capiteyn van der see'. Op 12 juni vertrok Matelieff volgens de instructies van de Heren XVII met de Oranje, de Erasmus en de Mauritius naar China. De jachten bleven op Ternate.

### China

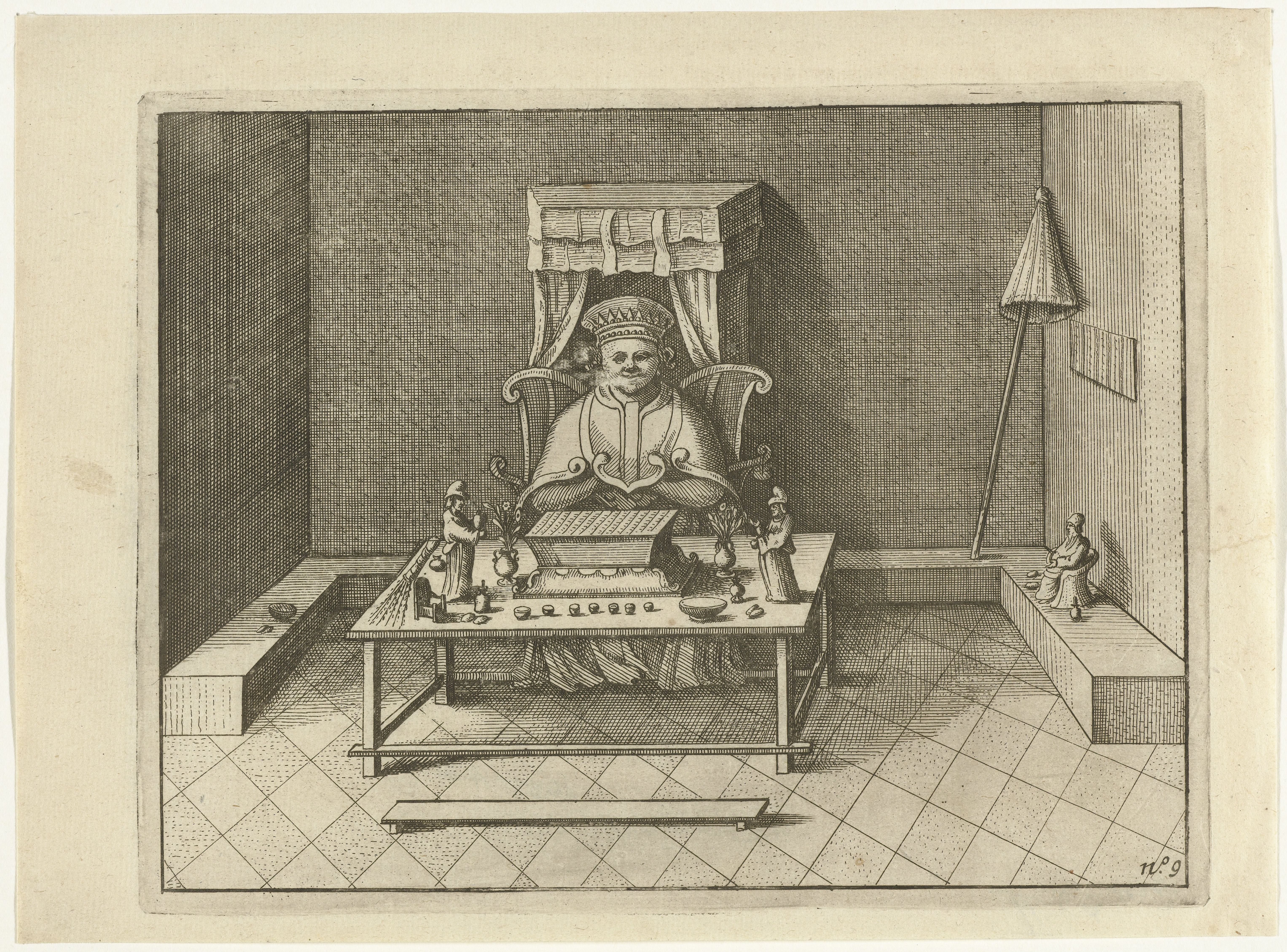
Chinese tempel op Nanao

Via de zuidelijke Filipijnen kwamen de schepen op 25 juli 1607 bij het eiland Lamo (de Nanao Dao eilandengroep) maar Matelieff slaagde er niet in tot handel te komen. Zelfs verversingen waren alleen clandestien te verkrijgen omdat de plaatselijke mandarijnen zoiets niet konden toestaan zonder toestemming van de hogere mandarijnen in Kanton. De meeste Chinezen afkomstig van de gekaapte jonk werden hier aan land gezet met 100 realen van achten als schadevergoeding. Zes van hen gingen mee naar Kanton. Op 1 september voeren de schepen een eind de Parelrivier op. Ondanks het royaal uitdelen van realen aan mandarijnen en andere ambtenaren waren ook hier de autoriteiten niet bereid handel toe te staan. Lipku ging in een prauw met een brief naar de hoogste militair van Kanton, en Matelieffs secretaris Abraham van den Broeck (opvolger van l'Hermite) ging in een jonk met een brief naar Lantau, maar daar werd hem niet toegestaan aan land te komen.

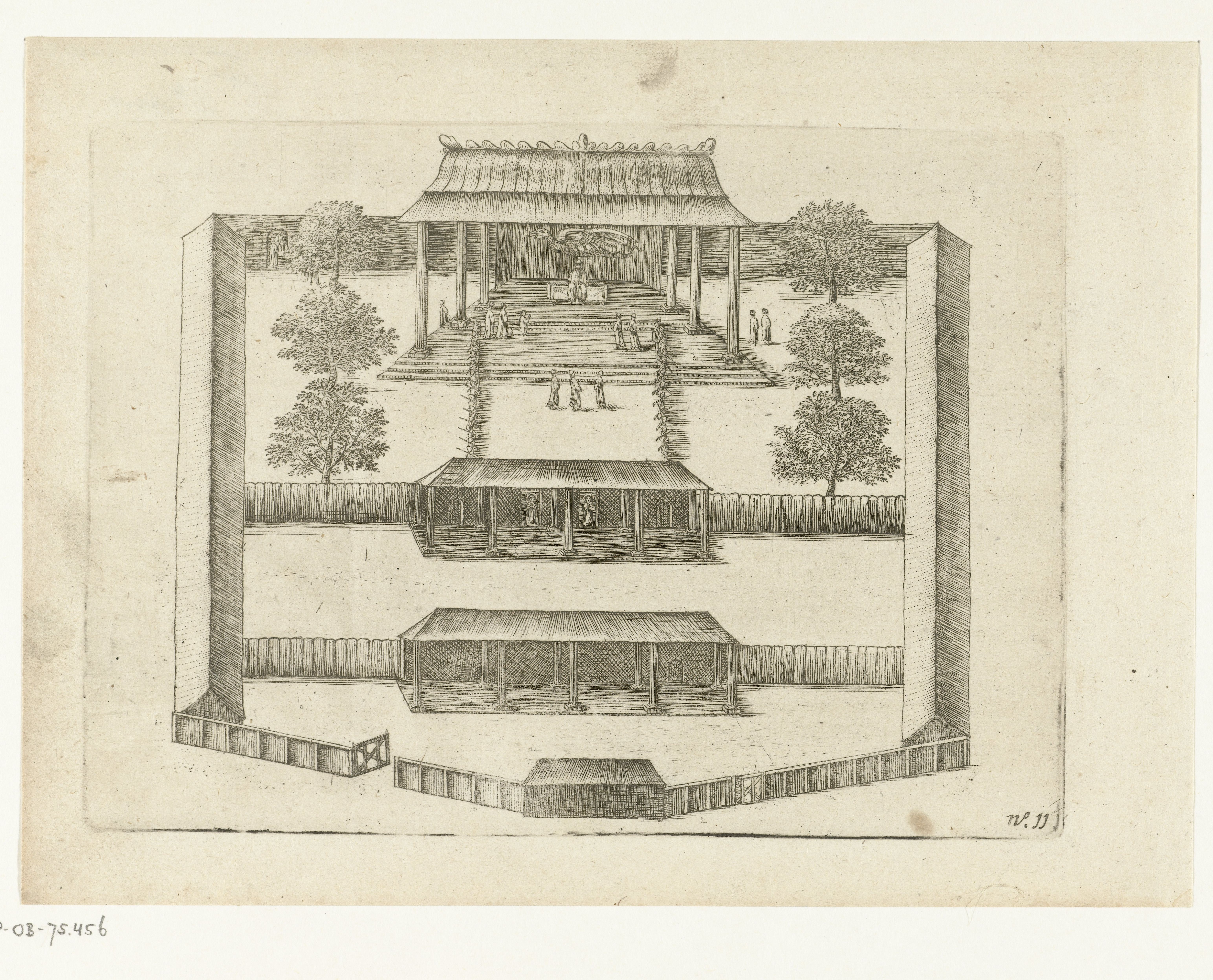
Het paleis op Lantau

In de monding van de Parelrivier lagen vier grote bewapende Portugese kraken uit Macao onder bevel van André Pessoa. Pessoa was een van de Portugezen die bij de zeegevechten bij Malakka krijgsgevangen waren gemaakt en toen geruild waren tegen Nederlanders. De kraken, vergezeld door twee kleinere schepen en 15 à 16 roeivaartuigen, kwamen dreigend steeds dichterbij. Hoewel Matelieff hen wel wilde aanvallen was de Brede Raad er zeer op tegen omdat de Portugezen te veel voordelen aan hun kant hadden. Het kwam niet tot een treffen. Op 15 september vertrok Matelieff met een door ziekte danig verzwakte bemanning weer richting Bantam, langs de Vietnamese kust. Hier wilden de mensen graag handel drijven maar ze hadden behalve voedsel weinig interessante handelswaar te koop. Op 24 oktober werd in de Brede Raad besloten dat de Mauritius met opperkoopman Victor Sprinckel eerst naar Patani zou gaan en de Erasmus naar Johor. Matelieff ging met de Oranje direct door naar Bantam, waar hij op 24 november aankwam.

### Bantam

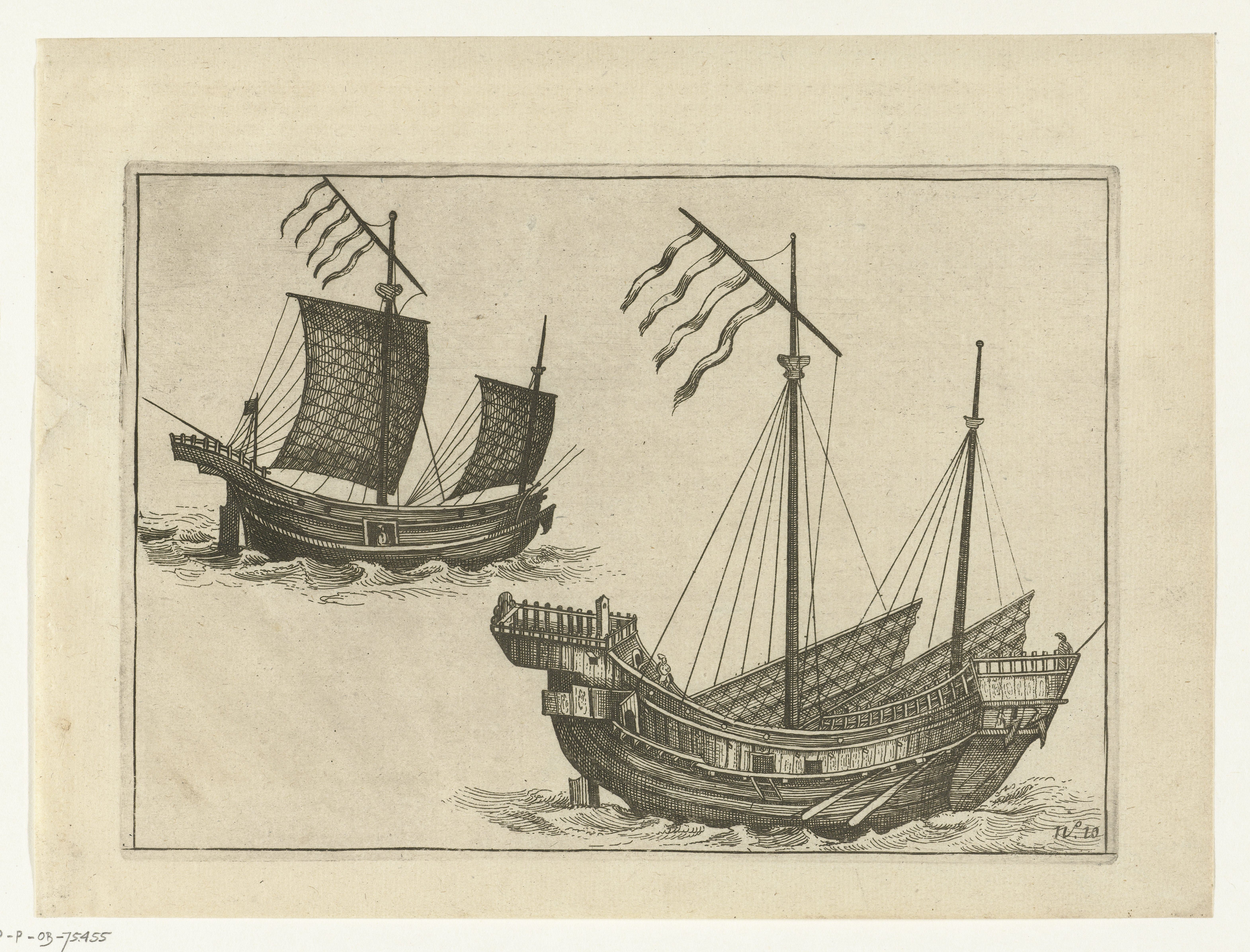
Twee Chinese jonken op weg naar Kanton

Hier trof hij de Grote Zon, terug van de Coromandelkust, en stuurde het schip naar Ternate om de jachten te helpen bij de verdediging van de nieuwe vesting in Malayo. Hij stuurde de in Bantam aanwezige Willem Jansz in het op Madagaskar gebouwde jacht Madagaskar met Coromandelse katoenen doeken en tienduizenden realen van achten naar Ambon en Banda, zodat men daar alle beschikbare kruidnagels en foelie op kon kopen ‘eer de Engelsche mochte komen’. Ook de Erasmus stuurde hij naar Banda. Het kostte veel moeite de zeelieden zover te krijgen omdat ze naar huis wilden.
De Mauritius kwam terug uit Patani met slechts een kleine hoeveelheid peper, ook al had men de koningin Raja Hijau voor ongeveer duizend gulden aan geschenken gegeven. Volgens Matelieff kon het kantoor beter gesloten worden. Victor Sprinckel was er achter gebleven om Hendrik Janssen af te lossen, maar aan boord was Cornelis Specx met een groot gezelschap gezanten van de koning van Siam (Ekathotsarot, of ook wel Sanphet III) dat naar Den Haag wilde om Maurits te ontmoeten. Matelieff was er niet blij mee. Hij had opdracht geen gezanten uit Azië mee terug te nemen vanwege de hoge kosten van ambassades. Dit zou echter in de hele regio een slechte indruk maken, aangezien de koning van Siam ‘gehouden wordt voor den machtigsten coning van Indien’. Hij liet uiteindelijk Specx en vijf gezanten toe op de Oranje. De Mauritius stuurde hij naar Madagaskar om de lading van de daar gestrande, door Claes Symonsz. Meebael in Patani gekaapte Portugese kraak San Antonio naar Nederland te brengen.
5 januari kwam in Bantam de vloot van Paulus van Caerden aan. Hij nam de positie van hoogste VOC-functionaris in Azië van Matelieff over. De Heren XVII hadden hem instructie gegeven de oorlog tegen de Spanjaarden en de Portugezen voorlopig voorrang te geven boven de bevordering van de handel. Van Caerden maakte op Matelieff de indruk een dapper man te zijn maar een beetje al te onbezorgd, wat hem deed twijfelen aan zijn leiderschap. In zijn advies aan Van Caerden benadrukte hij het belang van blijvende steun aan Johor, omdat de sultan anders uit angst voor de Portugezen weer vrede met hen zou sluiten. Toch raadde hij hem aan om eerst met zijn hele vloot naar Ternate te gaan en afhankelijk van hoe de zaken er daar voor stonden te bepalen hoe en waar de Spanjaarden het beste bestreden konden worden. Hij beschreef daarvoor enkele scenario's, en stelde zijn advies op schrift, ‘want woorden altijt verdraeyt ende misduyt konnen worden’.

### Thuisreis

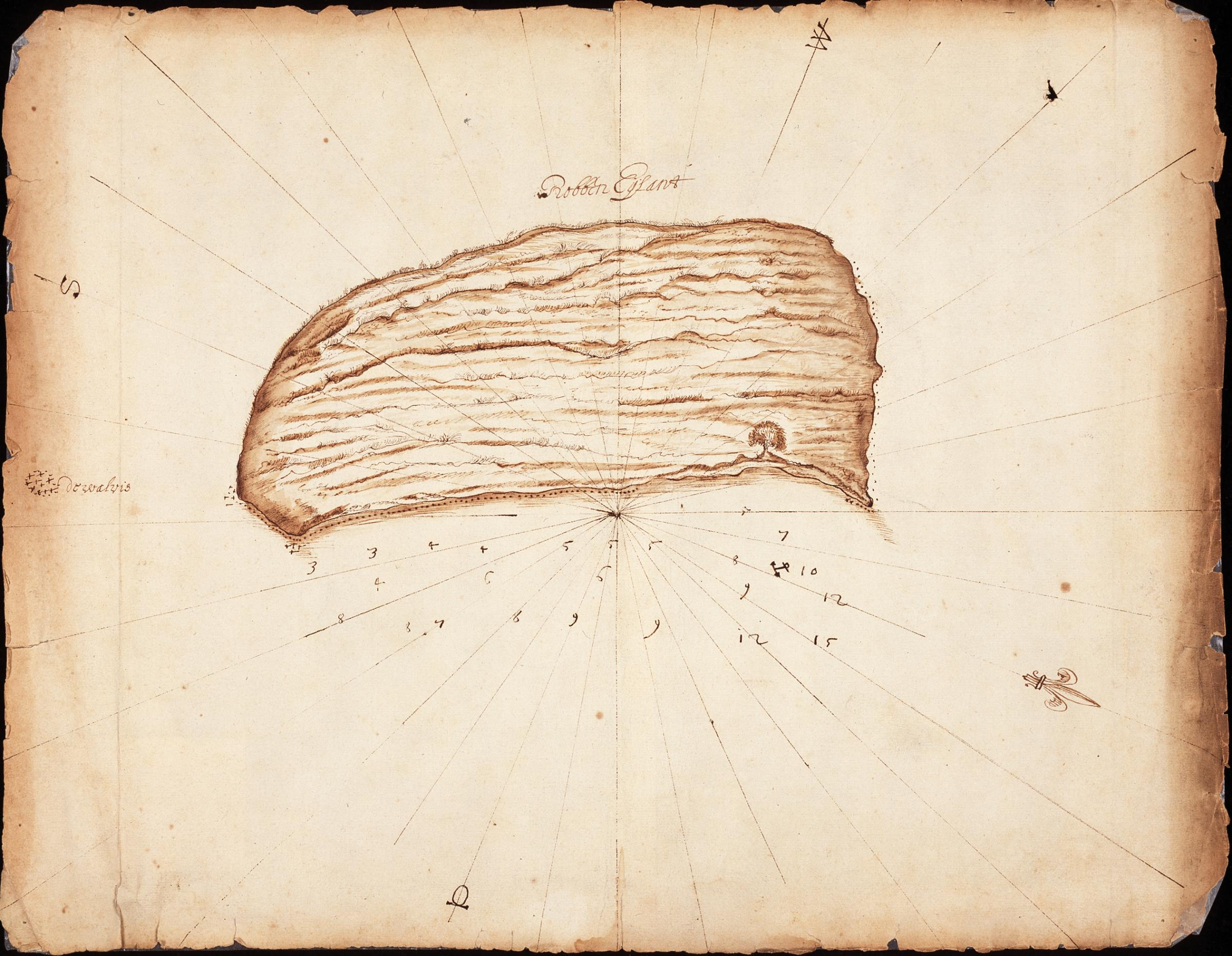
Robbeneiland. Kaart uit 1654.

Matelieff begon op 28 januari 1608 met de Oranje aan de thuisreis met 119 'eters' aan boord. Een van hen was Dirck Gerritsz. Pomp, die ook wel Dirck China werd genoemd aangezien hij de eerste Nederlander was die China en Japan had bezocht. Hij was op dat moment al 61, en was weer naar Indië gegaan op het schip Patani van de vloot van Van Caerden. Hij vroeg in Bantam of hij mocht repatriëren, waarschijnlijk omdat zijn ogen slechter werden.
In april werd de Tafelbaai aangedaan, waar van de Khoikhoi veel vee werd verkregen in ruil voor koperen armbanden, koraal, katoenen doeken en ijzeren hoepels van voedselvaten. Fruit hadden zij echter niet. Het vee werd geslacht en ingemaakt met zout. Twintig schapen werden uitgezet op het onbewoonde Robbeneiland, in de hoop dat zij zich zouden voortplanten ondanks het gebrek aan water. Aan een stuk walvisbeen werd een tinnen bord vastgespijkerd met de tekst: 'Matelieff heeft hier geset den 19 april 1608 twintich schapen'.
Op het laatste deel van de reis begonnen velen last te krijgen van scheurbuik. Ook Matelieff. 9 juli begon hij ‘benautheyt op de borst te gevoelen ende sijn appeteyt tot vleys ende speck, oock broot, te verliesen, doch sijn krachten waren noch niet vermindert’. Toen de Oranje eind augustus bij Portland in Engeland aankwam ging schipper Simon Lambertsz. Mau aan land en huurde 40 Engelsen in om te helpen het schip verder te zeilen. 4 september verscheen de Oranje op de rede in Zeeland. 12 september ging Matelieff in Den Haag op audiëntie bij de heren van de Staten van Holland en deed zijn verhaal, waarna Johan van Oldenbarnevelt hem zeer bedankte voor zijn mannelijk gedrag. Diezelfde middag was hij ook in de vergadering van de Staten-Generaal, en ook hier werd hij uitvoerig bedankt. ‘s Avonds volgde een bezoek aan prins Maurits, die hij ‘den heelen avondt mede alles vertelde wat hem op de reyse was bejegent’.

### Discours

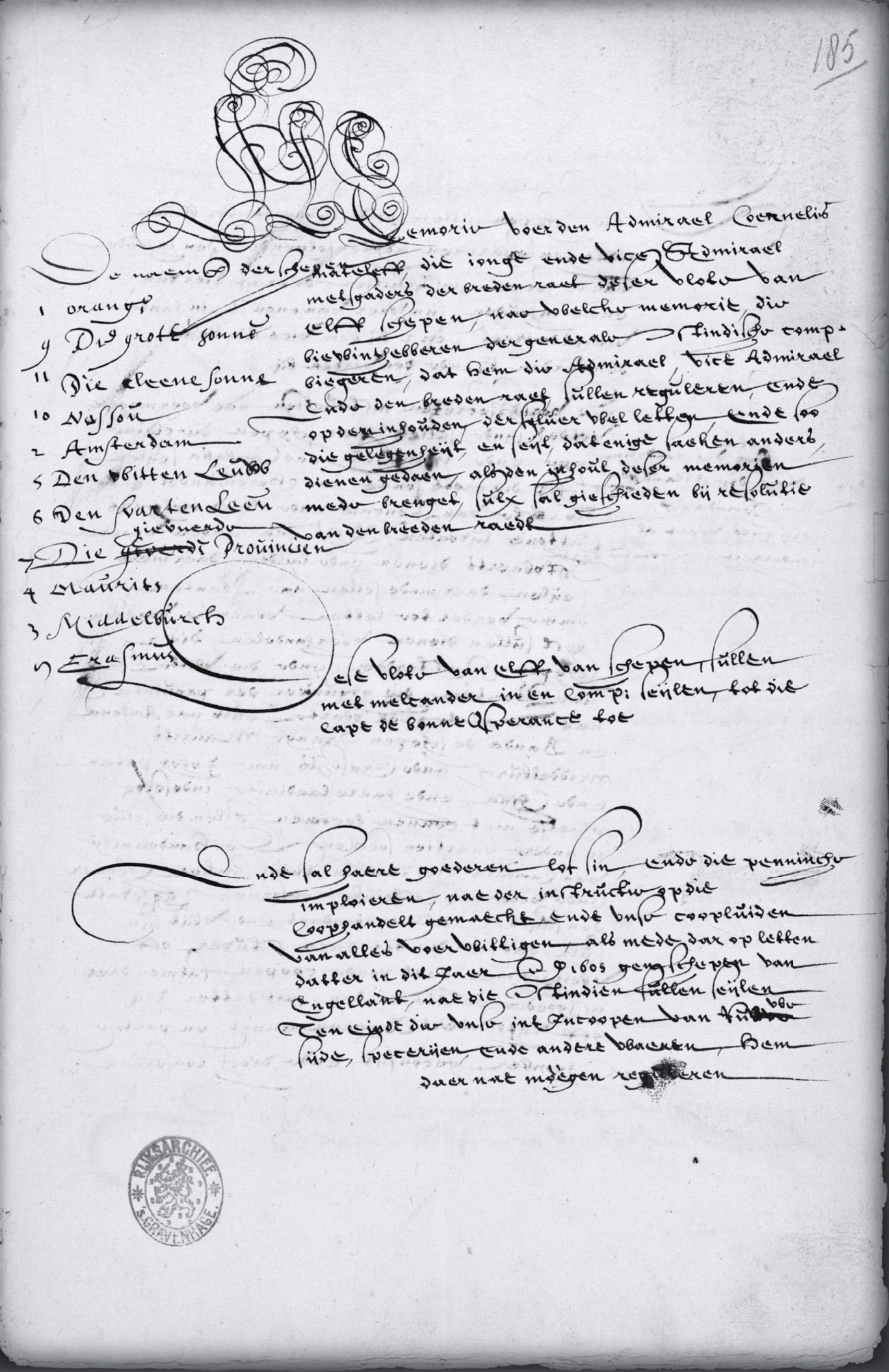
Eerste pagina van Matelieffs Discours

Op 12 november 1609 stelde Matelieff een advies op voor de Heren XVII: Discours op de handelinghe die men in Oost India vanwege de Vereenichde Compagnie soude mogen drijven, en ook een voor de landsadvocaat Johan van Oldenbarnevelt: Discours van den stant van Oost Indiën. Hierin stelde hij voor dat er een permanente vestiging moest komen zodat een intra-Aziatisch handelsnetwerk kon worden opgezet.
- De leiding moest in handen komen van een gouverneur-generaal. Tot dan toe hadden de admiraals van de vloten die functie op zich genomen.
- Er moest een plaats worden gezocht die zou moeten dienen als "rendez-vous" voor de schepen. Dat zou Jacatra moeten worden.
- Het specerijenmonopolie moest inzet van de strijd worden. In het daaropvolgende jaar zou een overeenkomst op Ambon worden gesloten met een aantal plaatselijke vorsten.

### Verdere levensloop
Matelieff trouwde op 15 december 1609 in Amsterdam met de daar woonachtige Anna van Zuchteren, en vestigde zich daarna in Rotterdam aan de Nieuwehaven. Hij kocht in die buurt in de loop van de tijd stukken grond. Hij bleef werkzaam voor de Kamer van Rotterdam maar ging niet meer naar zee. Vanaf 1610 vervulde hij vier keer de functie van schepen en in 1614 werd hij lid van de vroedschap. In 1618 en 1619 was hij burgemeester.
Voor zijn particuliere handel verbleef hij in deze tijd vaak in Danzig. Toen hij op 1 december 1625 door de vroedschap werd voorgedragen om de stad en de Staten van Holland te vertegenwoordigen in de Staten-Generaal accepteerde hij, maar vertrok voor langere tijd naar Warschau. Toen hij in april 1627 nog steeds niet terug was werd zijn collega Hendrik Willemsz. Nobel in zijn plaats benoemd.
Matelieff overleed op 17 oktober 1632 in Rotterdam, kinderloos. Hij werd begraven in de Sint-Laurenskerk te Rotterdam.
Matelieff hield een uitgebreid journaal bij van zijn tocht naar Azië. Een uittreksel daarvan is bewaard gebleven. Het werd gepubliceerd door Isaac Commelin in zijn Begin ende voortgangh, van de Vereenighde Nederlantsche Geoctroyeerde Oost-Indische Compagnie van 1645, als Extract uyt het journael van den heer admirael Cornelis Matelieff de Jonge, 1605-1608.

### Schilderij
Het portret van de hand van Pieter van der Werff is tussen 1695 en 1722 vervaardigd. Het behoort tot een reeks portretten van bewindvoerders van de VOC te Rotterdam afkomstig uit het Oostindië Huis aan de Boompjes.